# Islotes Peligro
Los islotes Peligro (en inglés: Danger Islands) es un conjunto de islotes que forman un archipiélago antártico. Se encuentran a 20 km, en dirección ESE, del archipiélago de Joinville. Fueron descubiertas el 28 de diciembre de 1842 por una expedición británica bajo el mando de James Clark Ross, que les dio su nombre debido a que, al encontrarse ocultas entre numerosos fragmentos de hielo, no fueron avistadas hasta que el barco estuvo muy cerca de ellas.
Estos islotes están situados a 18 km al este-sudeste de la punta Moody de la isla Joinville, al nordeste de la península Trinidad (o península Luis Felipe).

## Reclamaciones territoriales
Argentina incluye a los islotes en el departamento Antártida Argentina dentro de la provincia de Tierra del Fuego, Antártida e Islas del Atlántico Sur; para Chile forman parte de la comuna Antártica de la provincia Antártica Chilena dentro de la Región de Magallanes y de la Antártica Chilena; y para el Reino Unido integran el Territorio Antártico Británico. Las tres reclamaciones están sujetas a los términos del Tratado Antártico.
Nomenclatura de los países reclamantes:
```
 
Argentina
: 
islotes Peligro

Chile
 
Chile
: 
islotes Peligro

Reino Unido
 
Reino Unido
: 
Danger Islands
```